# كاهوكيا

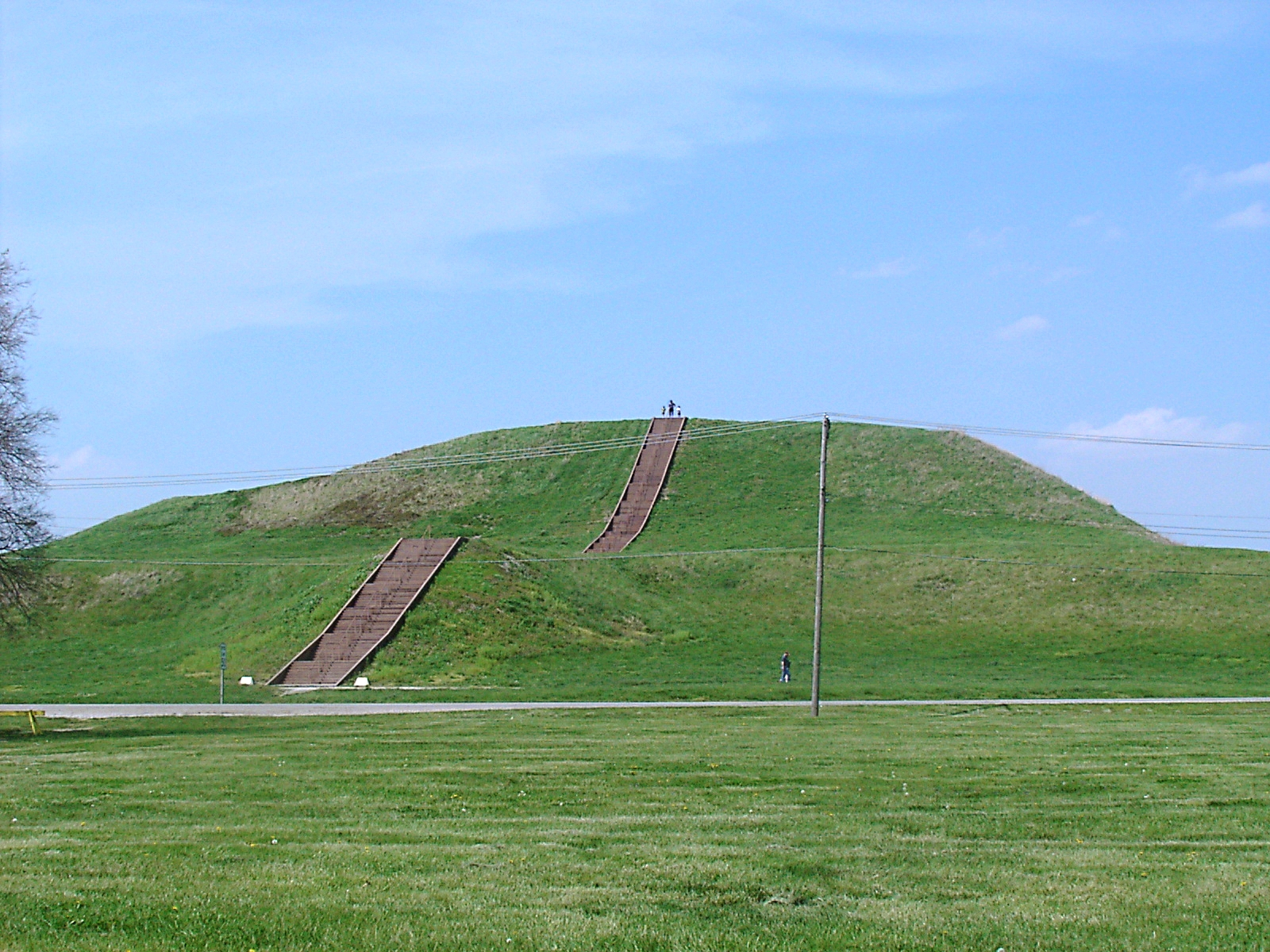
تلال الرهبان في كاهوكيا.

كاهوكيا (بالإنجليزية: Cahokia)‏ هي مدينة للأمريكيين الأصليين تقع على طول نهر المسيسيبي عند سانت لويس، ميزوري. تغطي الحديقة مساحة 890 هكتارا وتتضم حوالي 80 تلة. تعتبر حديقة كاهوكيا أحد مواقع التراث العالمي في الولايات المتحدة.

## معرض صور

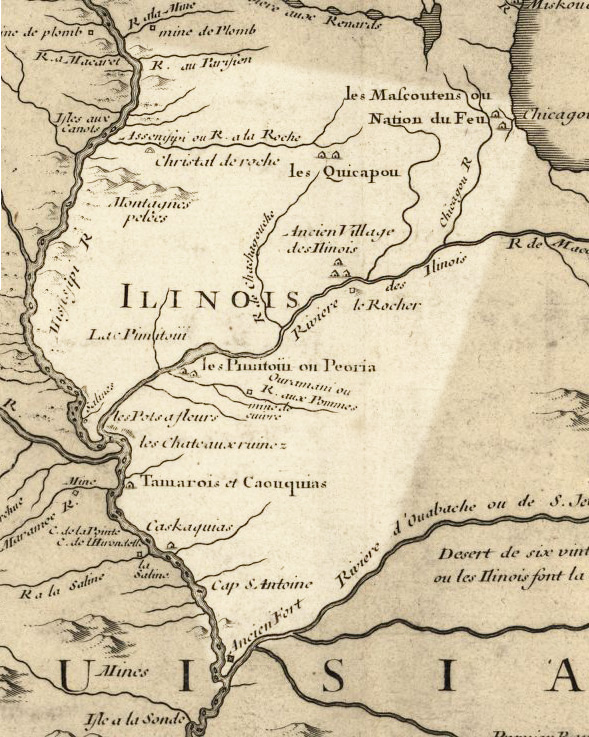
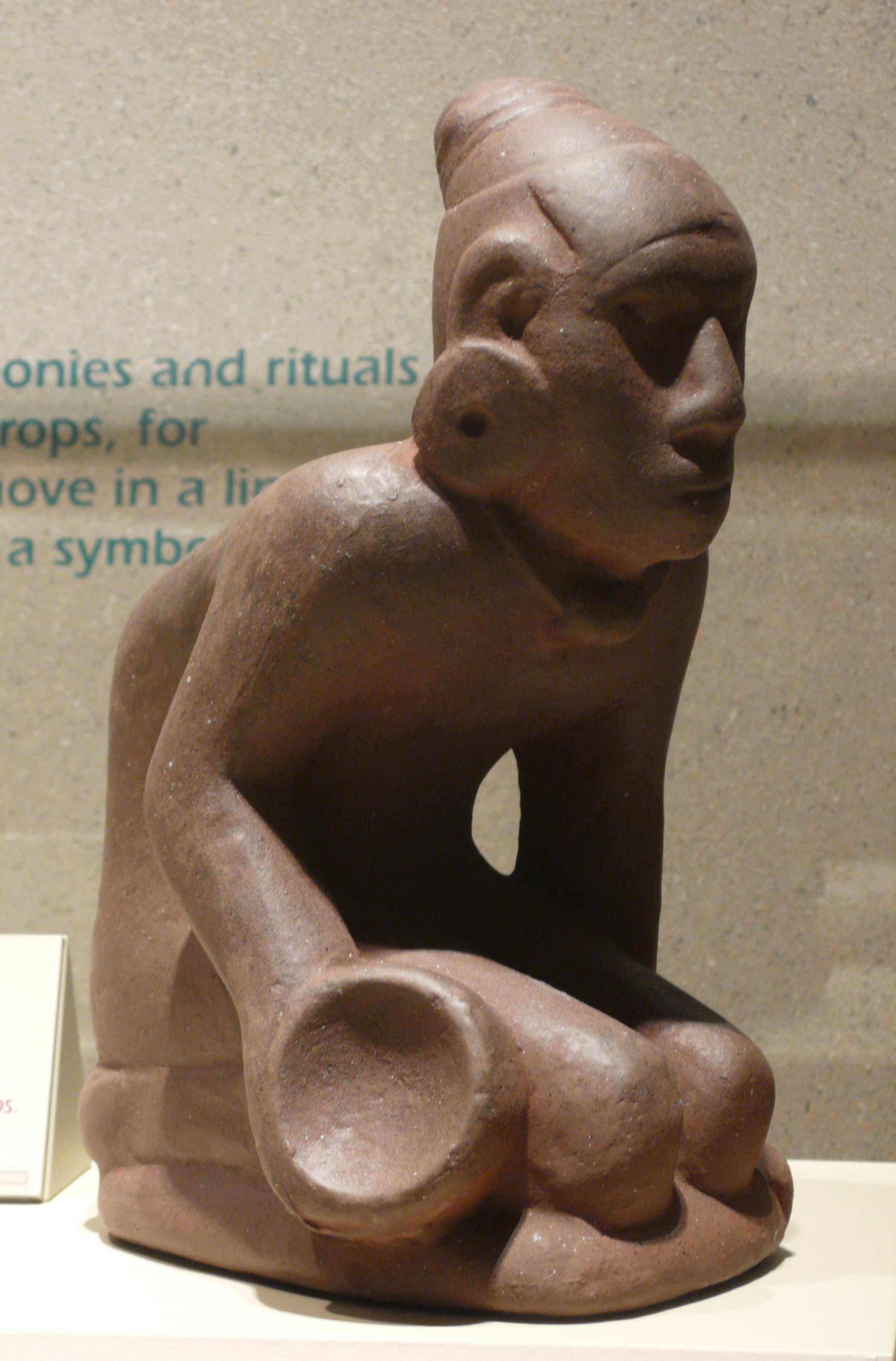
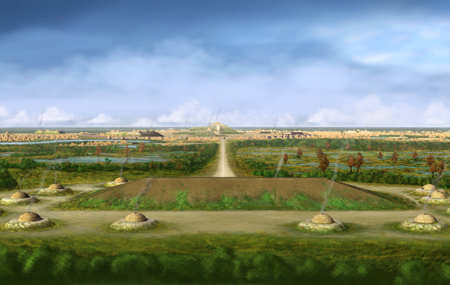
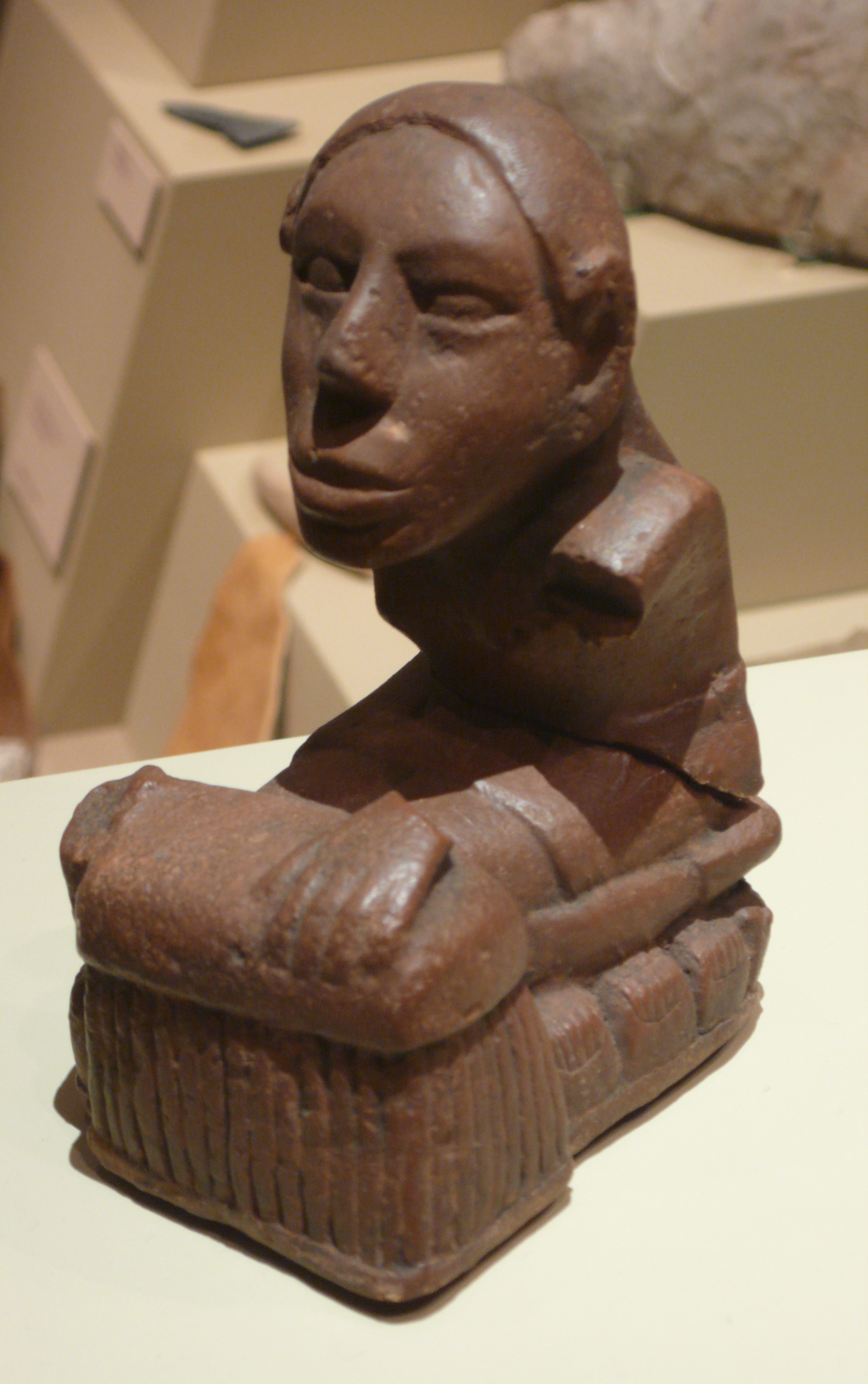
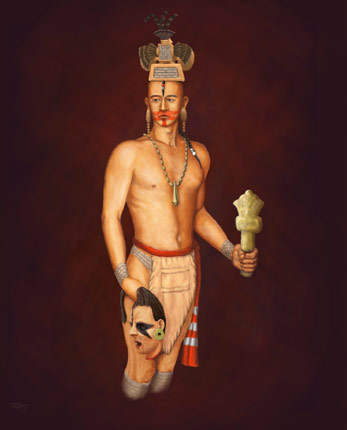

## اقرأ أيضا
- بناة التلال (شعوب)